# Willy Rosenau
Willy Rosenau (* 22. Juli 1915 in Angerburg, Ostpreußen; † 26. November 1999) war ein deutscher Opern- und Rundfunksänger (Bariton) sowie Gründer des  Rosenau-Trios. Als solcher entwickelte Rosenau die Hörfolge als musikalische Darbietungsform, die in der Lage ist, mittels geschickter Verbindung von Musik und Text verschiedenste Themen, z. B. Lebensgeschichten berühmter Schriftsteller und Musiker, Städte- und Landschaftsbilder, aber auch literarische Werke, für musikalische Abende mit kleiner Besetzung (1 Sprecher, 1 Sänger, 1 Pianist) zu gestalten.

## Leben
Sein Lehrer Hugo Hartung gab Rosenau „entscheidende Grundlagen“ für seine Laufbahn als Sänger. Rosenau sang zunächst unter Hartung in Königsberg und auf Tourneen, bald an der Wiener Oper, diverse Liederabende, im Radio und auch im Rundfunk des europäischen Auslands. Diese Auftritte machen Rosenau bekannt, noch bevor er sich mit seiner Innovation Hörfolge einen Namen machte. 1950 lud Hartung Rosenau ein, Dozent an der Humboldt-Universität Berlin zu werden, was Rosenau jedoch aufgrund der schwierigen Lage in Ostpreußen ablehnen musste.

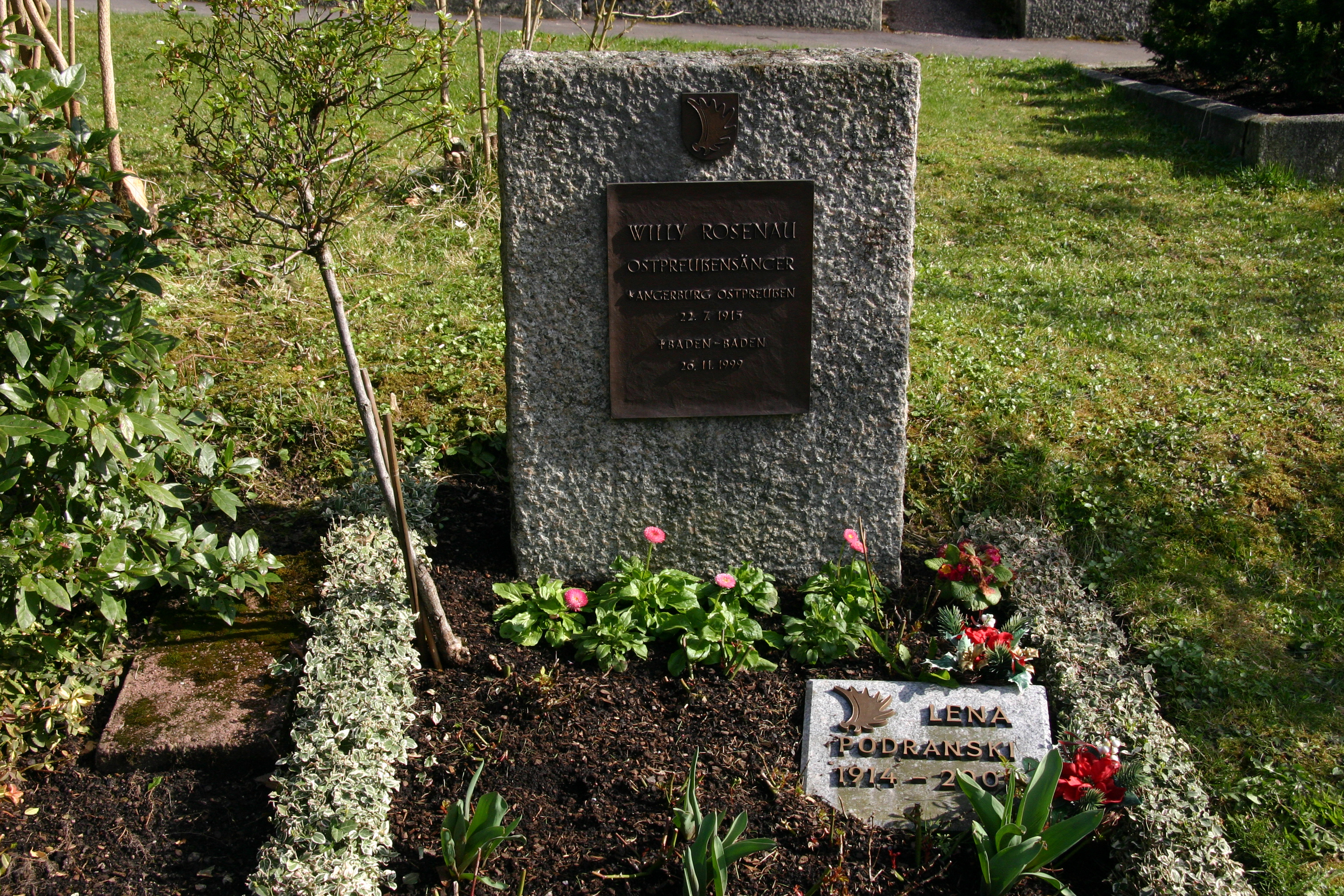
Grab auf dem Hauptfriedhof Baden-Baden

### Hörfolgen
Zu seinen Lebzeiten hat Rosenau mit seinem Rosenau-Trio Baden-Baden, mit dem er sich ab 1955 auf Tourneen im In- und Ausland befand, über 50 Themen als Hörfolgen erarbeitet, von denen einige auch als im Adele-Sandrock-Studio Baden-Baden produzierte Schallplatten erschienen, z. B. die Hörfolgen über Hermann Löns, Wilhelm Busch, die Masuren oder Mozart auf der Reise nach Prag. Neben den Texten der Dichter oder Musiker waren auch verbindende Texte notwendig, die Rosenau selbst schrieb. Die Hörfolgen hatten meist eine Dauer von 80 – 90 Minuten. Es wurde stets gebeten, während der Hörfolge, die als kammermusikalische Einheit betrachtet werden kann, von Beifall abzusehen.

### Tourneen
Rosenaus ausgedehnte Tourneen wurden u. a. vom Goethe-Institut gefördert. Sie führten das Trio auf alle Kontinente; hin und wieder – wie in Helsinki und Oslo – machten die ausländischen Rundfunkstationen Bandaufnahmen der Darbietungen. 1970 hatte man bei der Hörfolge Mozart auf der Reise nach Prag in San Francisco 1000 Zuhörer. Seine größte und erfolgreichste Tournee führte das Rosenau-Trio durch Kolumbien, Venezuela, Brasilien, Uruguay, Argentinien, Chile und Peru. Zum Teil musste man Urwald, Wüste und Pampa durchqueren, um zur Zuhörerschaft zu gelangen; dennoch wurde die Tour mehrfach wiederholt.

### Prominente Fürsprecher
Zu den Bewunderern und Fürsprechern des Rosenau-Trios gehörten hohe Leute aus der internationalen Politik, allen voran Bundespräsident Heinrich Lübke und seine Frau, die wiederholt die Vortragsabende des Trios besuchten. Mit seinen in aller Welt erfolgreichen Darbietungen gehört das Rosenau-Trio zeitweise zu den wichtigsten Kulturbotschaftern der Bundesrepublik Deutschland. Ihre Zuhörer waren u. a. Prinzessin Soraya und Kaiser Haile Selassie. Die Hörfolge Hoch auf dem gelben Wagen wurde von Walter Scheel, der das Lied noch einmal populär gemacht hatte, besucht und Agnes Miegel war Ehrengast bei einer Darbietung in Bad Nenndorf.

### Prädikate
Die Kultusministerien des deutschen Bundesländer vergaben für Rosenaus Hörfolgen die Prädikate „künstlerisch hochstehend“ und „kulturell besonders förderungswürdig“.

### Buch
Mit Rund um den Mauersee. Gedichte aus dem Kreis Angerburg gab Rosenau, der sich für die Entwicklung seiner Hörfolgen stets mit Literatur beschäftigte, 1970 eine Sammlung mit Gedichten seiner Heimat auch als Buch heraus.

## Rosenau-Ensemble
Nach Rosenaus Tod im Jahr 1999 setzen der Schauspieler Martin Winkler und die Pianistin Helga Becker-Winkler in ansonsten wechselnder Besetzung z. T. auch unter dem Namen Rosenau-Ensemble Rosenaus Lebenswerk fort. So ist auch im Jahr 2005 das Rosenau-Trio mit Hörfolgen wie Bei Walzerkönig Johann Strauss in Wien wieder in ganz Deutschland unterwegs.

## Zitate
- Mit meinen Tönen hab ich dir ein Lied gesungen/ ein Lied, das mir aus tiefster Seele drang./ Du Heimat, hältst mich innig fest umschlungen,/ Du warst der Quell zu dieser Lieder Klang. Willy Rosenau
- Wir denken besonders gern an "Mozart auf der Reise nach Prag", "Ein Abend bei Franz Schubert", "Grüße aus Wien" und "Hermann Löns – Leben und Werk". In ganz spezieller, feinsinniger Art verstehen es die drei vorzüglich aufeinander abgestimmten Künstler den jeweiligen Gedankenkreis in Wort, Lied und Klaviermusik zu verbinden und zu Feierstunden werden zu lassen. Dr. Heinrich Lübke, Bundespräsident a. D.
- Mein Bruder hätte an dieser ausgezeichnet zusammengestellten Hörfolge (...) bestimmt seine Freude gehabt. Ich habe noch nie eine so geschlossene und vollendete Löns-Aufführung zu hören bekommen. Ernst Löns, Bruder des Dichters Hermann Löns, nach einer Aufführung des Rosenau-Trios.

## Diskographie (Auswahl)
- Mozart auf der Reise nach Prag
- Beethoven besucht Goethe
- Schubertiade – ein Besuch bei Franz Schubert
- Bei Walzerkönig Strauß
- Das Geheimnis des Waldes
- Rose – Königin der Blumen
- Hermann Löns – Grün ist die Heide
- Grüß dich Deutschland
- Wanderung durch Berlin und die Mark Brandenburg
- Geliebte Heimat Masuren in Ostpreußen

## Auszeichnungen
- 1986 Bundesverdienstkreuz am Bande
- 22. Juli 1995 – Ernst-Moritz-Arndt-Plakette